# Theodore Dalrymple

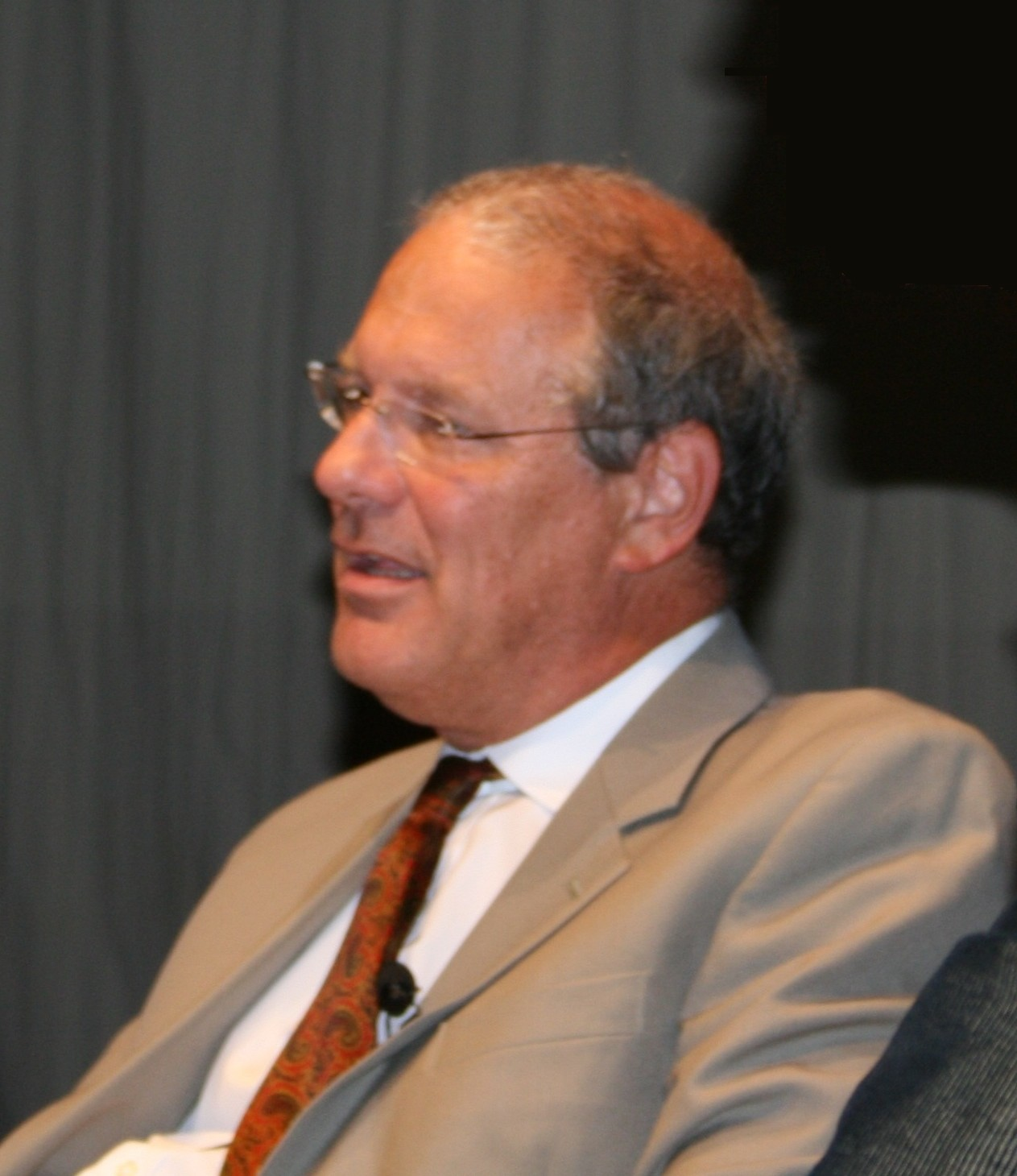
Anthony Daniels (2007)

Theodore Dalrymple är en pseudonym för Anthony Daniels, född 1949. Daniels är en engelsk essäist och (numera pensionerad) läkare och psykiater. De ämnen han oftast behandlar i sina essäer är litteratur och konst, politik och medicin. Hans mamma var tysk judinna och flydde från Tyskland till England under andra världskriget. Genom hans essäer framgår att han har jobbat med underklassen i England, biståndsarbete i Afrika och på fängelse. Daniels har också rest mycket runtom i världen, exempelvis till Östeuropa, Kuba, Tanzania och Zimbabwe
Daniels ståndpunkt är oftast en konservativ och en ganska pessimistisk sådan. I hans essäsamling Our Culture, What's Left of It är en genomgående idé den att man ska ta vara på historien och lära sig av den, och han går därmed hårt åt modern konst, vilken enligt Daniels bara existerar för att bryta ner moral och tabun, utan tanke på vad som placeras i dess ställe. Daniels hävdar att den moderna konstnärens högsta önskan och mål är att göra något nyskapande, oavsett vad det är, och att modern konst är genomgående destruktiv. Han kritiserar också bidragssamhället och menar att ett samhälle där bidrag och ekonomiska hjälpmedel är lättare att få än arbete är destruktivt för alla, även bidragstagare. I ett sådant samhälle blir det dessutom mycket svårare att känna någon slags stolthet över arbete och liv, vilket resulterar i olycklighet (depression är en diagnos som Daniels – i egenskap av läkare och psykiater – tycker är kraftigt över- och felanvänd).
Daniels försvarar starkt borgerskapet som ett ideal och menar att den moderna tidens, framför allt socialismens, svartmålande av borgerskapet är både ogrundat och destruktivt. Hans ståndpunkt är att det i borgerskapets ideal finns en grund av ära, vilket borde vara eftertraktat av människor i de lägre klasserna och inte bespottat; att det är något att kämpa för, inte emot. Häri kan man också skönja hans kritik av den moderna människan som bortskämd och ideallös, att den moderna människans största ideologiska drivkraft är längtan efter nymodigheter och destruktivitet. 
Daniels visar en stor beundran för bl.a. William Shakespeare och James Gillray.